# Palpares libelloides
Palpares libelloides är en insektsart som först beskrevs av Carl von Linné 1764.  Palpares libelloides ingår i släktet Palpares och familjen myrlejonsländor. Inga underarter finns listade i Catalogue of Life.

## Bildgalleri

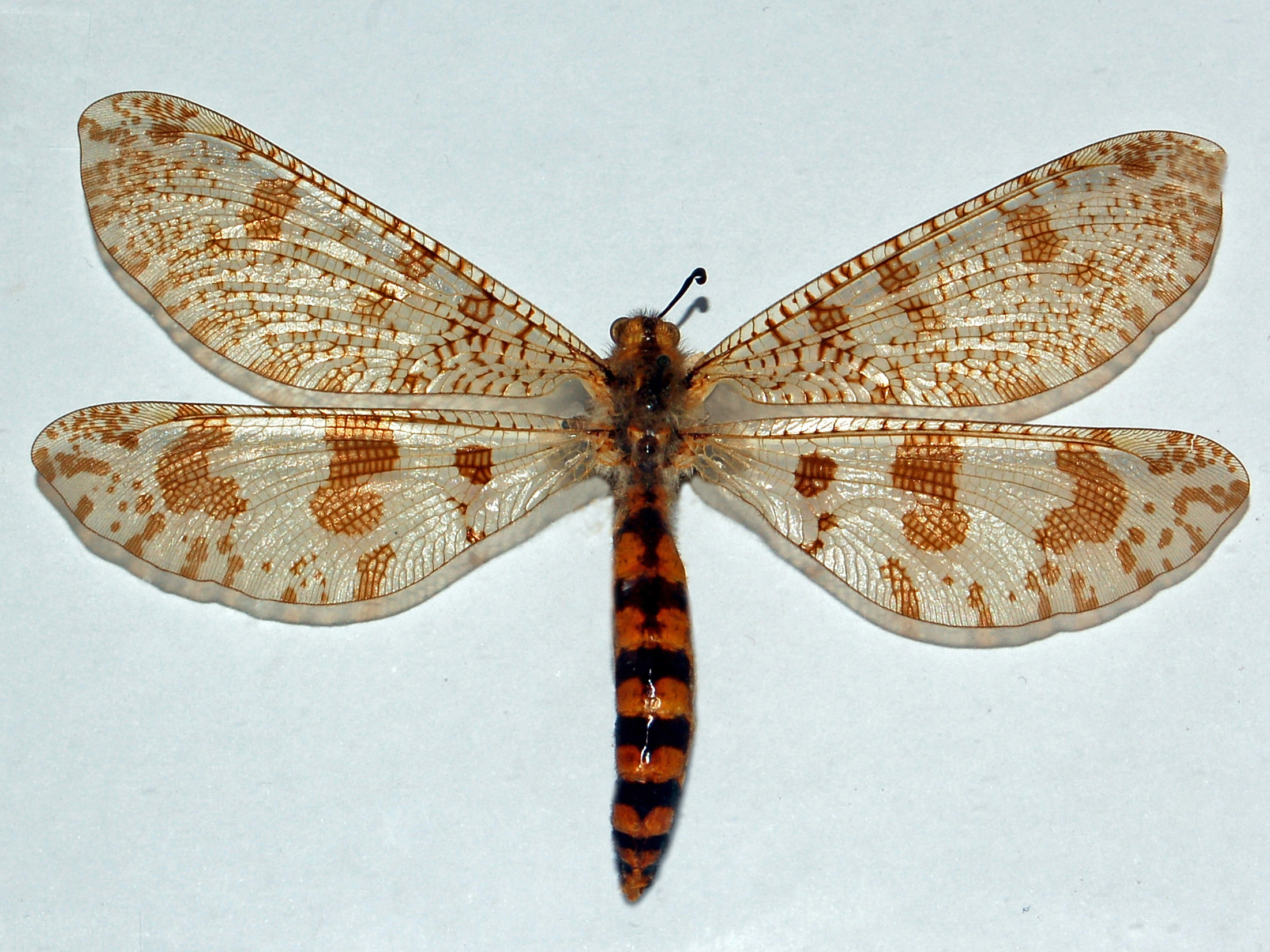
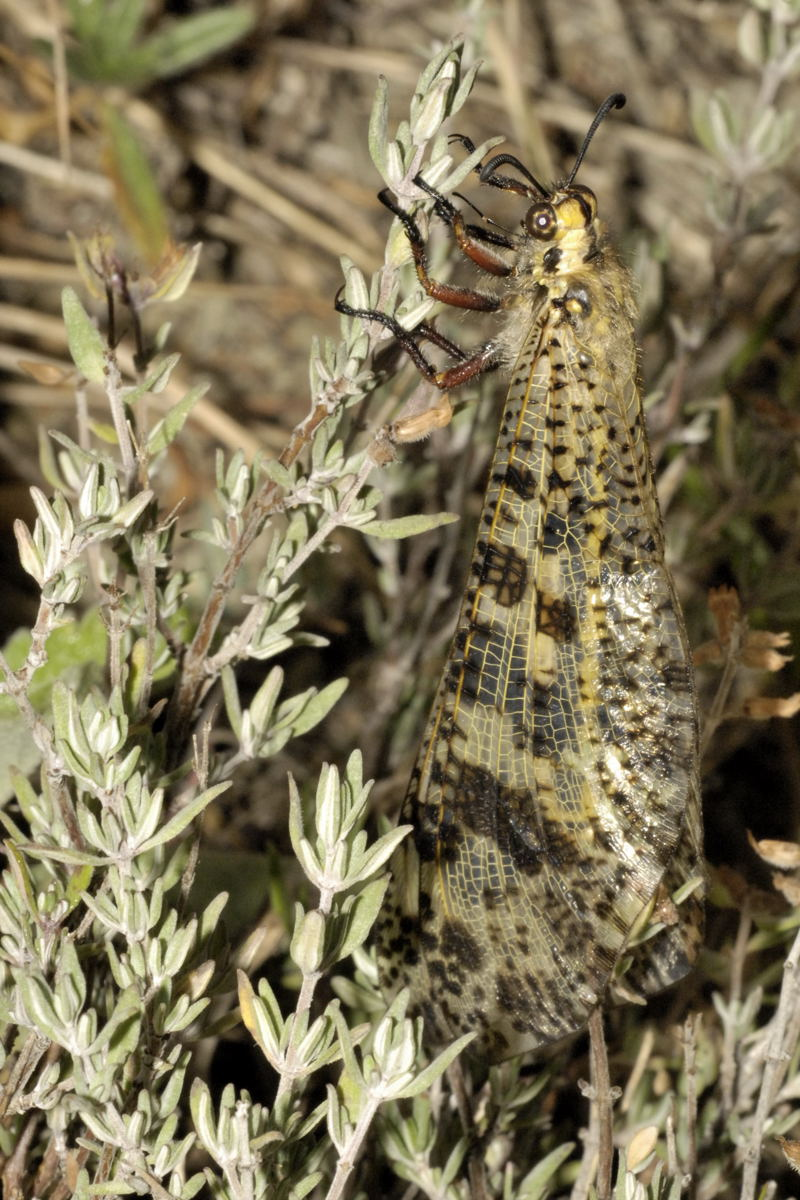
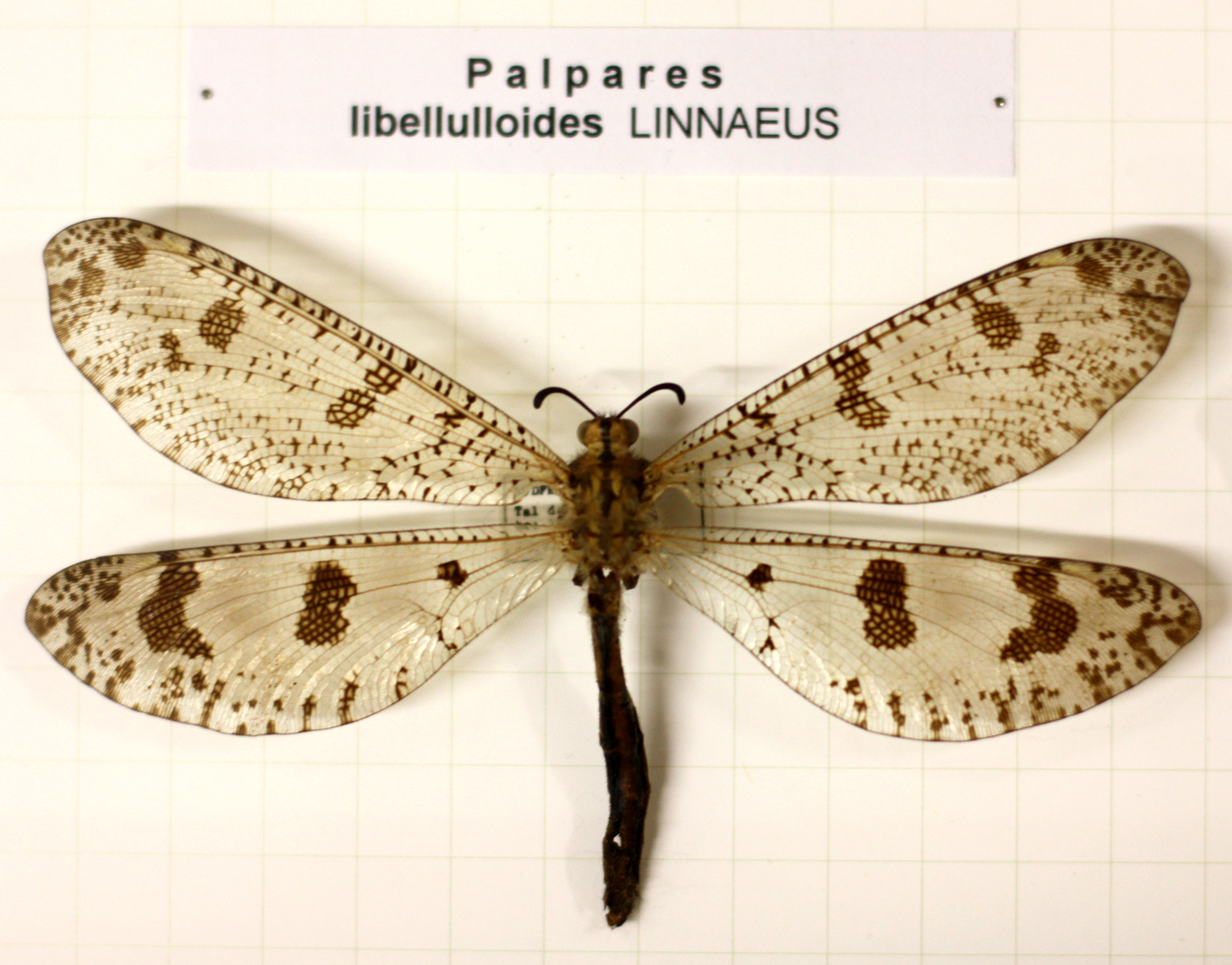
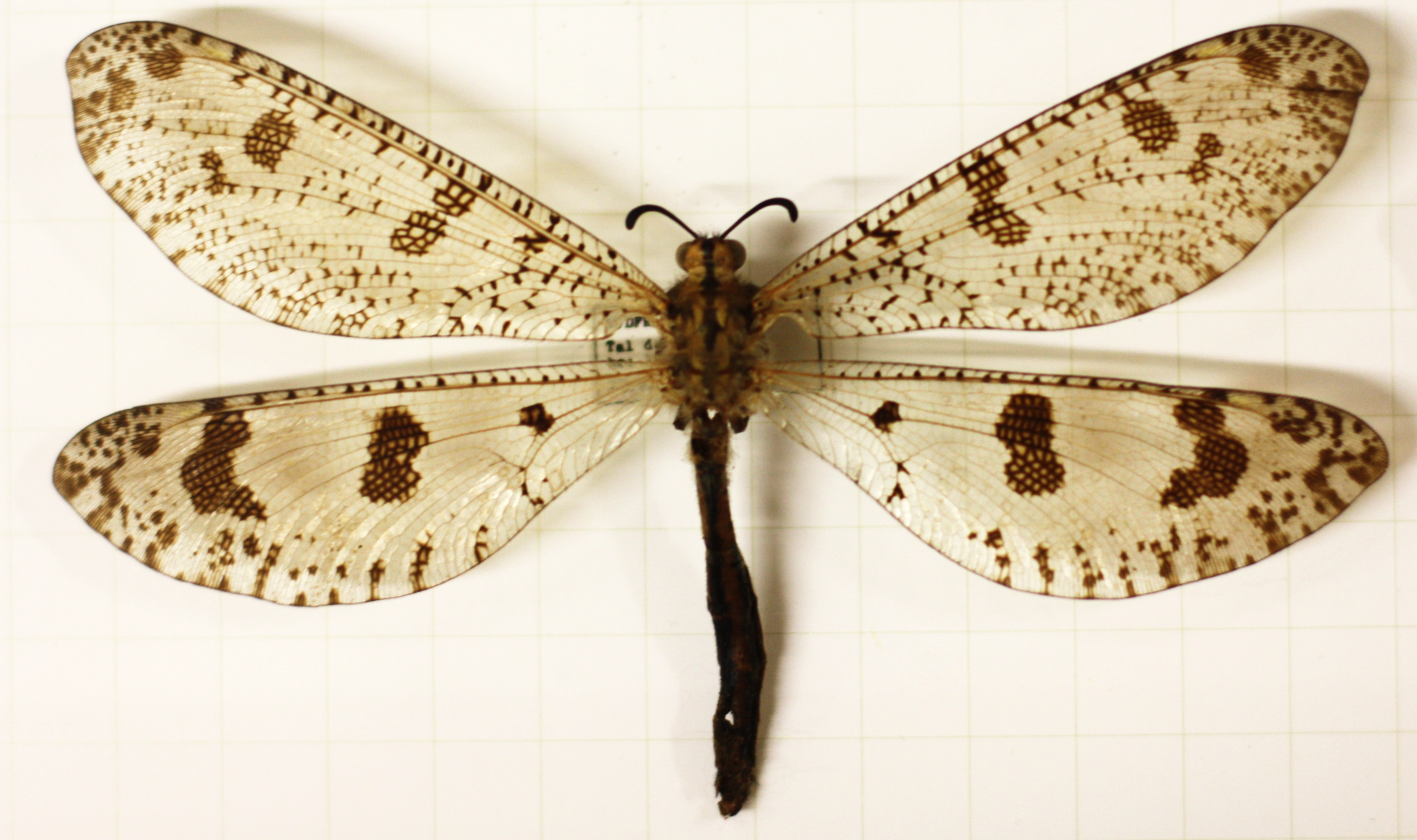